# Băleni-Români
Băleni-Români – wieś w Rumunii, w okręgu Dymbowica, w gminie Băleni. W 2011 roku liczyła 3661 mieszkańców.